# F/A-18 Interceptor
F/A 18 Interceptor is een computerspel dat werd ontwikkeld door Intellisoft en uitgegeven door Electronic Arts. Het spel kwam in 1988 uit voor de Commodore Amiga en is Engelstalig. De speler kan vliegen in een straaljager, de F-16 Fighting Falcon, of een jachtbommenwerper, de F/A-18 Hornet. Het spel telt zes missies die zich afspelen ten tijde van de Koude Oorlog en een modus waarin gewoon rondgevlogen kan worden. De muziek is van de hand van David Warhol en geïnspireerd op de film Top Gun.
De speler kan gebruikmaken van de volgende vliegvelden:
- San Francisco International Airport
- Oakland International Airport
- De internationale luchthaven van San Jose
- USS Enterprise, verankerd 32 km voor de Californische kust.

In het spel beschikt de speler over de volgende wapens:
- AIM-9 Sidewinder-raketten;
- AIM-120 AMRAAM-raketten
- M61 Vulcan Gatling

## Ontvangst
Het spel werd overwegend positief ontvangen. Computer Gaming World deelde in november 1996 het spel in op een 87e plaats van 150 beste speller aller tijden.
| Beoordeeld door                      | Datum          | Score |
| ------------------------------------ | -------------- | ----- |
| Zzap!                                | december 1990  | 93%   |
| ST/Amiga Format                      | april 1988     | 91%   |
| CU Amiga                             | juni 1988      | 90%   |
| Amiga Action                         | januari 1991   | 84%   |
| Computer and Video Games (CVG)       | december 1990  | 82%   |
| Happy Computer                       | juni 1988      | 80%   |
| Power Play                           | juli 1988      | 75%   |
| Joker Verlag präsentiert: Sonderheft | 1990           | 72%   |
| Amiga Joker                          | september 1991 | 70%   |